# والوپی‌سیتابین
والوپی‌سیتابین (انگلیسی: Valopicitabine) (NM-283) یک داروی ضد ویروسی است که به عنوان درمانی برای هپاتیت ث ساخته شده‌است، اگرچه فقط تا مرحله آزمایش‌های بالینی فاز III پیشرفت کرده‌است. این دارو به عنوان یک مهارکننده RNA پلیمراز وابسته به RNA عمل می‌کند. این ماده یک پیش‌دارویی است که درون بدن به شکل فعال، ۲'-C-متیل سیتیدین تری فسفات تبدیل می‌شود.